# Scorpio, der Killer
Scorpio, der Killer (Scorpio) ist ein US-amerikanischer Actionfilm von Michael Winner aus dem Jahr 1973.

## Handlung
Cross tötet im Auftrag der CIA Menschen, die für die US-Regierung unbequem sind. Er arbeitet häufig mit dem Franzosen Jean Laurier zusammen, den er zu seinem Schüler heranbildet, und der unter dem Decknamen Scorpio operiert.
Eines Tages entscheidet der CIA-Chef McLeod, dass Cross selbst eliminiert werden soll. Cross kann aus Washington nach Europa fliehen, aber seine Frau wird getötet. Cross sucht Hilfe bei dem ihm bekannten sowjetischen Agenten Sergei Zharkov, mit dem er sich in Wien trifft. Dadurch wird er verdächtigt, ein Überläufer zu sein. Laurier wird nun auf Cross angesetzt und spürt ihn schließlich in Wien auf. Nach einer spektakulären Verfolgungsjagd auf der U-Bahn-Baustelle am Karlsplatz kann Cross Laurier abschütteln und kehrt nach Washington zurück, um den Tod seiner Frau zu rächen. Er erschießt McLeod während eines fingierten Verkehrsunfalls.
Der Auftrag der CIA, Cross zu liquidieren, besteht für Laurier weiterhin. Er kann seinen Lehrmeister, dem er in die USA gefolgt ist, schließlich in einer Tiefgarage stellen und erschießt ihn. Dies fällt ihm umso leichter, als er erkennen musste, dass Cross schon längere Zeit ein falsches Spiel mit ihm getrieben hatte.
In der letzten Szene sieht man Laurier, wie er sich bückt, um eine Katze zu streicheln. Aus einem Wagen auf der gegenüberliegenden Straßenseite legt ein Mann mit einer schallgedämpften Pistole auf ihn an und drückt ab.

## Kritik
Roger Ebert schrieb in der Chicago Sun-Times, die Beziehung von Cross und Laurier erinnere an die Beziehung der von Charles Bronson und Jan-Michael Vincent gespielten Figuren in dem Film Kalter Hauch desselben Regisseurs. In diesem Film spiele Bronson einen älteren Killer, den der von Vincent gespielte Killer töten solle. Scorpio, der Killer beinhalte zahlreiche Actionszenen, die „vielleicht“ zu zahlreich seien. Er sei am besten in den Szenen, in denen die Figuren miteinander sprechen würden. Der Film beinhalte jedoch zu viele Figuren und Wendungen.
Das Lexikon des internationalen Films meinte, „der Film bemüht sich um Glaubwürdigkeit, ist solide inszeniert und hervorragend besetzt“.
Auf Rotten Tomatoes gesammelte Kritiken ergeben ein gemischtes Bild. Der Film erhielt von 22 Kritiken 13 positive (59 %) und eine durchschnittliche Bewertung von 6,5/10. Der Kritikerkonsens lautet, „Scorpio bietet nicht viel, was Spionage-Thriller-Fans nicht schon zuvor gesehen haben“.

## Hintergrund
Der Film wurde in Paris, in Wien und in Washington, D.C. gedreht.